# Antaeus (nước hoa)
Antaeus là một loại nước hoa dành cho nam giới, được sản xuất bởi hãng thời trang của Pháp Chanel. Antaeus ra mắt lần đầu tiên năm 1981, do nhà pha chế nước hoa Jacques Polge sáng tạo ra. Đây là loại nước hoa dành cho nam giới thứ hai của Chanel sau Chanel pour Monsieur, được giới thiệu trước đó vào năm 1963. Tên của loại nước hoa này được đặt theo tên của người khổng lồ trong thần thoại là Antaeus.